# David Riccio
David Riccio o Rizzio (Pancalieri, prop de Torí, 1533 - assassinat el 1566) fou una espècie de trobador i favorit de la reina Maria Stuart.
Fill d'un músic i es creu que germà del madrigalista i compositor Antonio Teodor Riccio, aprengué a cantar i tocar la guitarra, art en el que adquirí gran habilitat. Entra al servei de l'arquebisbe de Torí i més tard al del duc de Savoia, sent dut el 1561 a Anglaterra pel comte de Moret, ambaixador de Savoia en la cort de Maria Stuart. Riccio era lleig i geperut, però el seu talent de músic i el seu agradable caràcter captaren les simpaties de la reina, que el 1564 el nomenà el seu secretari particular.
Ben aviat fou acusat de sostenir relacions massa intimes amb la sobirana, i com que, a més, Riccio feu bon ús de la seva influència, es creà nombrosos enemics en la cort. Quan Henry Stuart, segon espòs i cosí de Maria, volgué proclamar-se rei, Riccio fou un dels que més s'oposaren a aquest projecte, i com, per l'altra banda, els rumors vers els amors de la reina amb el seu secretari anaven accentuant-se, Enric el feu estrangular una nit en la mateixa habitació de la seva esposa i davant els ulls d'aquesta, sent després llençat el seu cadàver per la finestra. Més tard, Maria, manà depositar les restes del desgraciat músic en la sepultura dels reis d'Escòcia.
Respecte a les seves relacions amb Riccio, existeixen versions diferents, ja que mentre alguns historiadors les neguen en absolut, altres no dubten que foren certes, citant-se a aquest propòsit la frase del rei Enric IV de França, el qual, en parlar de Jaume I d'Anglaterra i VI d'Escòcia, fill de Maria, deia que era un Salomó d'Israel, sinó pel seu talent, almenys per ser fill de David. Per formar-se un criteri exacte vers aquest punt de la història d'Anglaterra i d'Escòcia, no hi ha més remei que considerar les opinions religioses de l'historiador. Tots els protestants donen per certes les relacions il·lícites entre Riccio i Maria Stuart i tots els catòlics les releguen a la categoria d'una calúmnia gratuïta.